# Operacja Wiosna
Operacja Wiosna (ros. Операция «Весна») – akcja masowych wysiedleń ludności z terytorium całej Litewskiej SRR, przeprowadzona w dniach 22–23 maja 1948 roku. 
Podstawą prawną dla Operacji Wiosna było postanowienie № 417 Rady Ministrów ZSRR z dnia 21 lutego 1948. Oficjalnie celem tych działań miała być likwidacja leśnych band oraz ukaranie osób ich popierających, jednak należy łączyć ją z podjętą w 1947 r. przez Józefa Stalina decyzją o przeprowadzeniu kolektywizacji na ziemiach anektowanych po II wojnie światowej. Od początku 1948 r. funkcjonariusze służb bezpieczeństwa tworzyli listy osób przeznaczonych do wysiedlenia, głównie bogate i średniozamożne rodziny chłopskie (tzw. kułaków), w znacznej części polskiego i białoruskiego pochodzenia, i krewnych członków litewskiego podziemia.
Do przeprowadzenia wysiedleń przeznaczono 4. Dywizję Wojsk Ministerstwa Bezpieczeństwa Państwowego gen. Pawła Wietrowa, funkcjonariuszy organów bezpieczeństwa i milicji oraz członków partii. Jako wsparcie dla zwalczającej od 1944 r. litewskie podziemie 4DWMBP przeznaczono jednostki resortowe z sąsiednich republik radzieckich.
Operacja rozpoczęła się 22 maja 1948 r., przy czym w Wilnie i Kownie o północy, a w pozostałej części kraju cztery godziny później. Przeznaczeni do wysiedlenia otrzymywali godzinę na spakowanie się, resztę majątku konfiskowano, wysiedleńców zwożono na stacje kolejowe i pakowano do pociągów odprawianych w głąb ZSRR, a raporty o przebiegu działań składano kilkukrotnie w ciągu dnia. 
Pod koniec 1948 r. oszacowano, iż wysiedlono 47 534 osób z 14 048 rodzin, przy czym do kraju krasnojarskiego wywieziono 23 467 osób, do obwodu irkuckiego 11 495, a do republiki buriacko-mongolskiej 4038. Ok. 25 tys. deportowanych pracowało wówczas przy wyrębie tajgi lub w tartakach, a reszta w kopalniach węgla i kołchozach.